# Riang Bandung
Riang Bandung is een bestuurslaag in het regentschap Ogan Komering Ulu van de provincie Zuid-Sumatra, Indonesië. Riang Bandung telt 2933 inwoners (volkstelling 2010).